# Cascastel-des-Corbières
Cascastel-des-Corbières  est une commune française située dans le sud-est du département de l'Aude, en région Occitanie.
Sur le plan historique et culturel, la commune fait partie du massif des Corbières, un chaos calcaire formant la transition entre le Massif central et les Pyrénées. Exposée à un climat méditerranéen, elle est drainée par le Berre, le ruisseau de Montluzis, le ruisseau des Vals et par divers autres petits cours d'eau. La commune possède un patrimoine naturel remarquable : un site Natura 2000 (les « Corbières orientales ») et trois zones naturelles d'intérêt écologique, faunistique et floristique.
Cascastel-des-Corbières est une commune rurale qui compte 216 habitants en 2022, après avoir connu un pic de population de 856 habitants en 1886. Ses habitants sont appelés les Cascatellois et Cascatelloises.
Les paysages vallonnés autour de Cascastel-des-Corbières sont propices à de belles balades à travers la garrigue. Les plages de Leucate sont à 30 minutes en voiture, sur la route des châteaux cathares en 15 minutes. De nombreux coins de baignades sauvages sont à proximité du village : georges de Padern, gorges du Verdouble à Peyrepertuse, Ribaute, etc.
Le patrimoine architectural de la commune comprend un immeuble protégé au titre des monuments historiques : le château de Cascastel, inscrit en 1948.

## Géographie

### Localisation
La commune est située dans les Corbières maritimes à 13 km à l'ouest de Durban-Corbières.

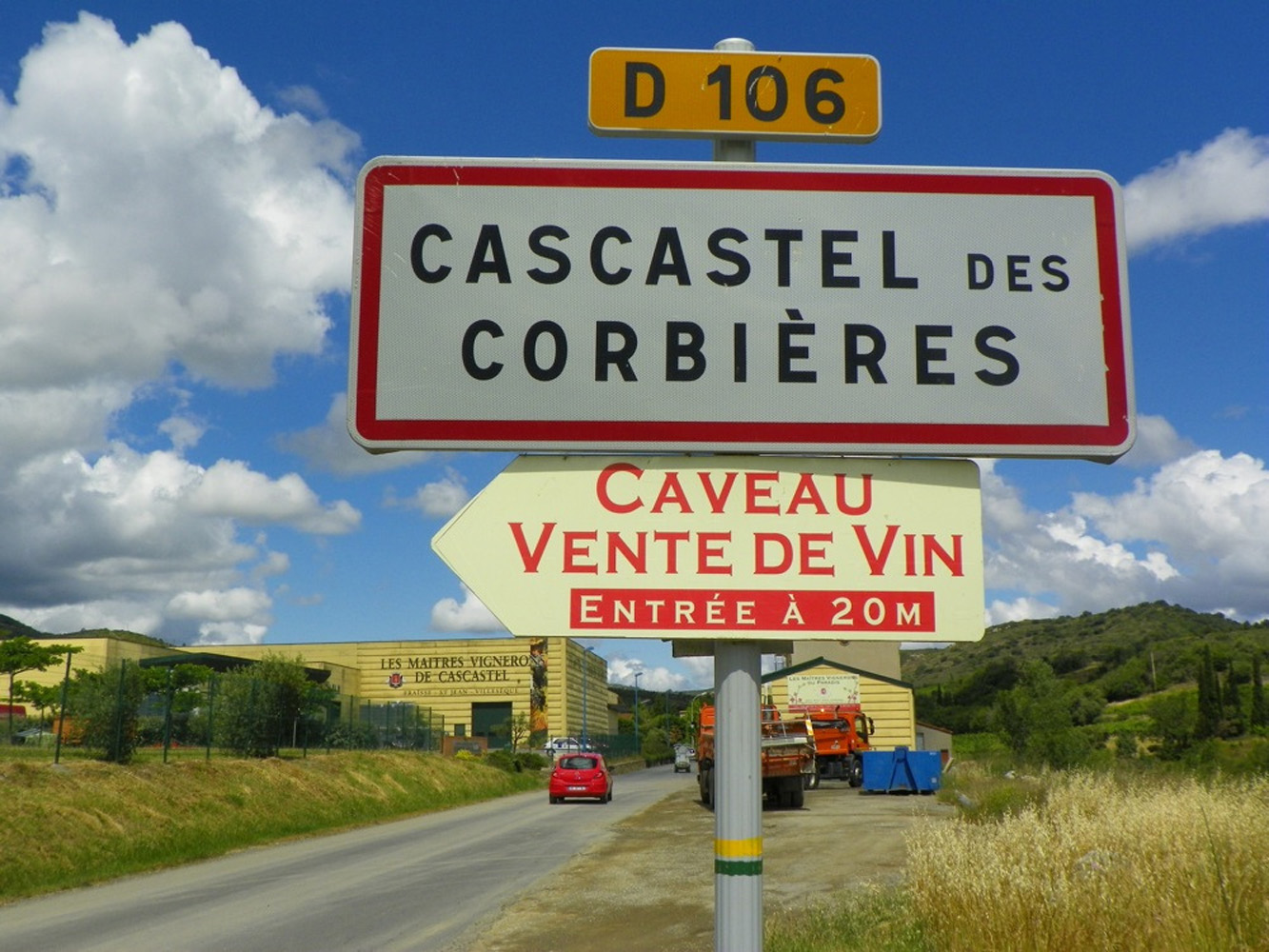
Panneaux à l'entrée du village.

### Communes limitrophes
Les communes limitrophes sont  Albas, Durban-Corbières, Quintillan et Villeneuve-les-Corbières.
| Albas      |                         | Durban-Corbières         |
|            | Cascastel-des-Corbières |                          |
| Quintillan |                         | Villeneuve-les-Corbières |

### Géologie et relief
Cascastel-des-Corbières se situe en zone de sismicité 2 (sismicité faible).

### Hydrographie
La commune est dans la région hydrographique « Côtiers méditerranéens », au sein du bassin hydrographique Rhône-Méditerranée-Corse. Elle est drainée par la Berre, le ruisseau de Montluzis, le ruisseau des Vals, Rec de la Coume, Rec de l'Echart, le ruisseau de la Cresse, le ruisseau de la Mayré, le ruisseau de Landialette, le ruisseau de la Rivière, le ruisseau des Colombes, le ruisseau des Pradels, le ruisseau des Tourontières et le ruisseau du Grand Guillen, qui constituent un réseau hydrographique de 23 km de longueur totale,.
La Berre, d'une longueur totale de 52,7 km, prend sa source dans la commune de Quintillan et s'écoule d'ouest en est. Elle traverse la commune et se jette dans le golfe du Lion à Port-la-Nouvelle, après avoir traversé 10 communes.

### Climat
Pour des articles plus généraux, voir Climat de l'Occitanie et Climat de l'Aude.
En 2010, le climat de la commune est de type climat méditerranéen franc, selon une étude s'appuyant sur une série de données couvrant la période 1971-2000. En 2020, Météo-France publie une typologie des climats de la France métropolitaine dans laquelle la commune est exposée à un climat méditerranéen et est dans la région climatique Provence, Languedoc-Roussillon, caractérisée par une pluviométrie faible en été, un très bon ensoleillement (2 600 h/an), un été chaud (21,5 °C), un air très sec en été, sec en toutes saisons, des vents forts (fréquence de 40 à 50 % de vents > 5 m/s) et peu de brouillards.
Pour la période 1971-2000, la température annuelle moyenne est de 14,4 °C, avec une amplitude thermique annuelle de 15,6 °C. Le cumul annuel moyen de précipitations est de 644 mm, avec 6,8 jours de précipitations en janvier et 2,8 jours en juillet. Pour la période 1991-2020, la température moyenne annuelle observée sur la station météorologique la plus proche, située sur la commune de Durban-Corbières à 5 km à vol d'oiseau, est de 15,0 °C et le cumul annuel moyen de précipitations est de 701,0 mm,. Pour l'avenir, les paramètres climatiques de la commune estimés pour 2050 selon différents scénarios d’émission de gaz à effet de serre sont consultables sur un site dédié publié par Météo-France en novembre 2022.

### Milieux naturels et biodiversité

#### Réseau Natura 2000

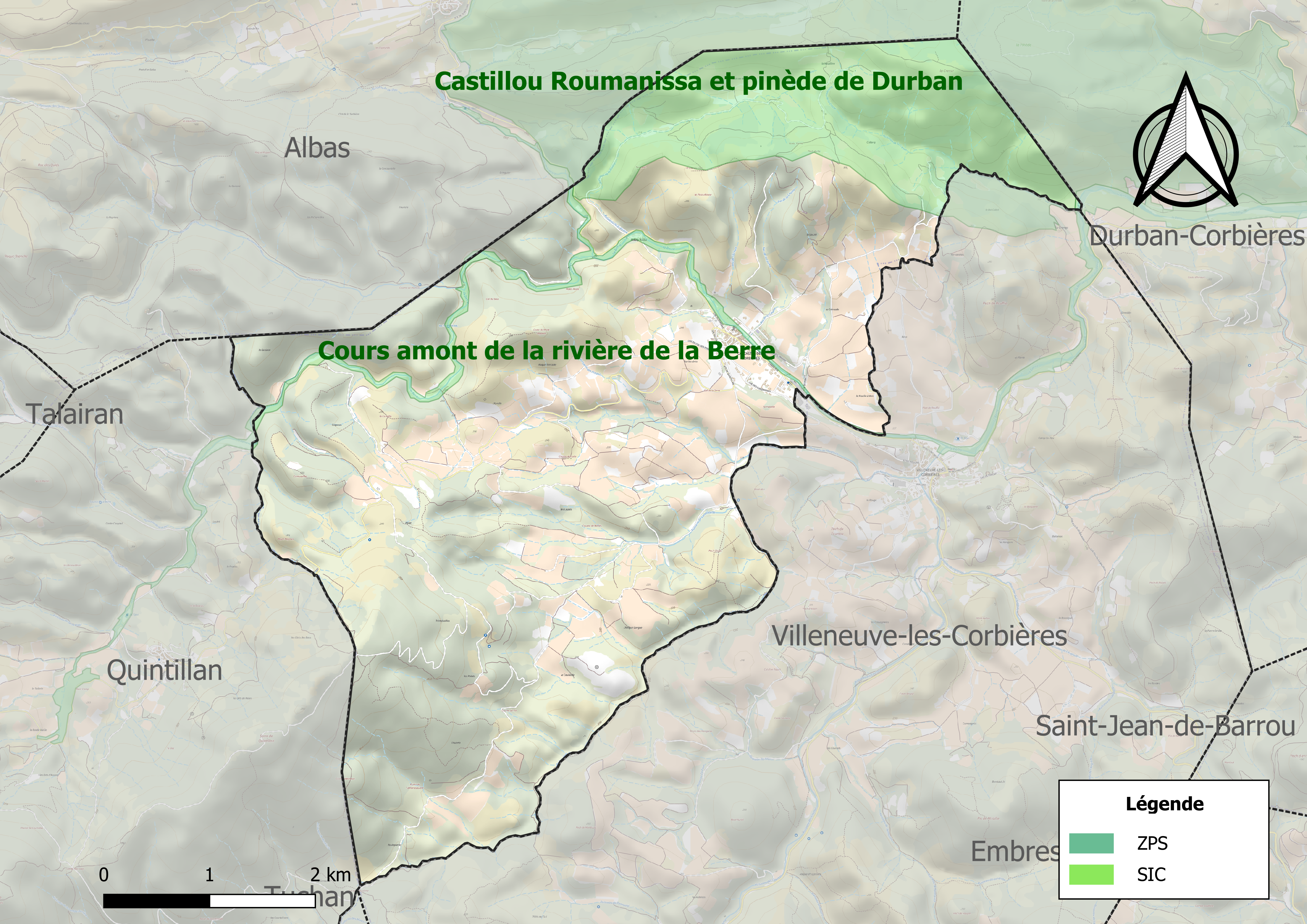
Sites Natura 2000 sur le territoire communal.

Le réseau Natura 2000 est un réseau écologique européen de sites naturels d'intérêt écologique élaboré à partir des directives habitats et oiseaux, constitué de zones spéciales de conservation (ZSC) et de zones de protection spéciale (ZPS). Un site Natura 2000 a été défini sur la commune au titre  de la directive oiseaux : les « corbières orientales », d'une superficie de 25 371 ha, correspondant à la partie la plus orientale du massif des Corbières audoises. Ce site inclut, dans sa partie la plus orientale, le couloir de migration majeur du littoral languedocien, d'où la présence régulière d'espèces en étape migratoire.

#### Zones naturelles d'intérêt écologique, faunistique et floristique
L’inventaire des zones naturelles d'intérêt écologique, faunistique et floristique (ZNIEFF) a pour objectif de réaliser une couverture des zones les plus intéressantes sur le plan écologique, essentiellement dans la perspective d’améliorer la connaissance du patrimoine naturel national et de fournir aux différents décideurs un outil d’aide à la prise en compte de l’environnement dans l’aménagement du territoire. Deux ZNIEFF de type 1 sont recensées sur la commune : le « castillou Roumanissa et pinède de Durban » (870 ha), couvrant 4 communes du département, et le « cours amont de la rivière de la Berre » (188 ha), couvrant 8 communes du département et une ZNIEFF de type 2, : 
les « Corbières centrales » (68 810 ha), couvrant 56 communes dont 54 dans l'Aude et 2 dans les Pyrénées-Orientales.

Carte des ZNIEFF de type 1 et 2 à Cascastel-des-Corbières.
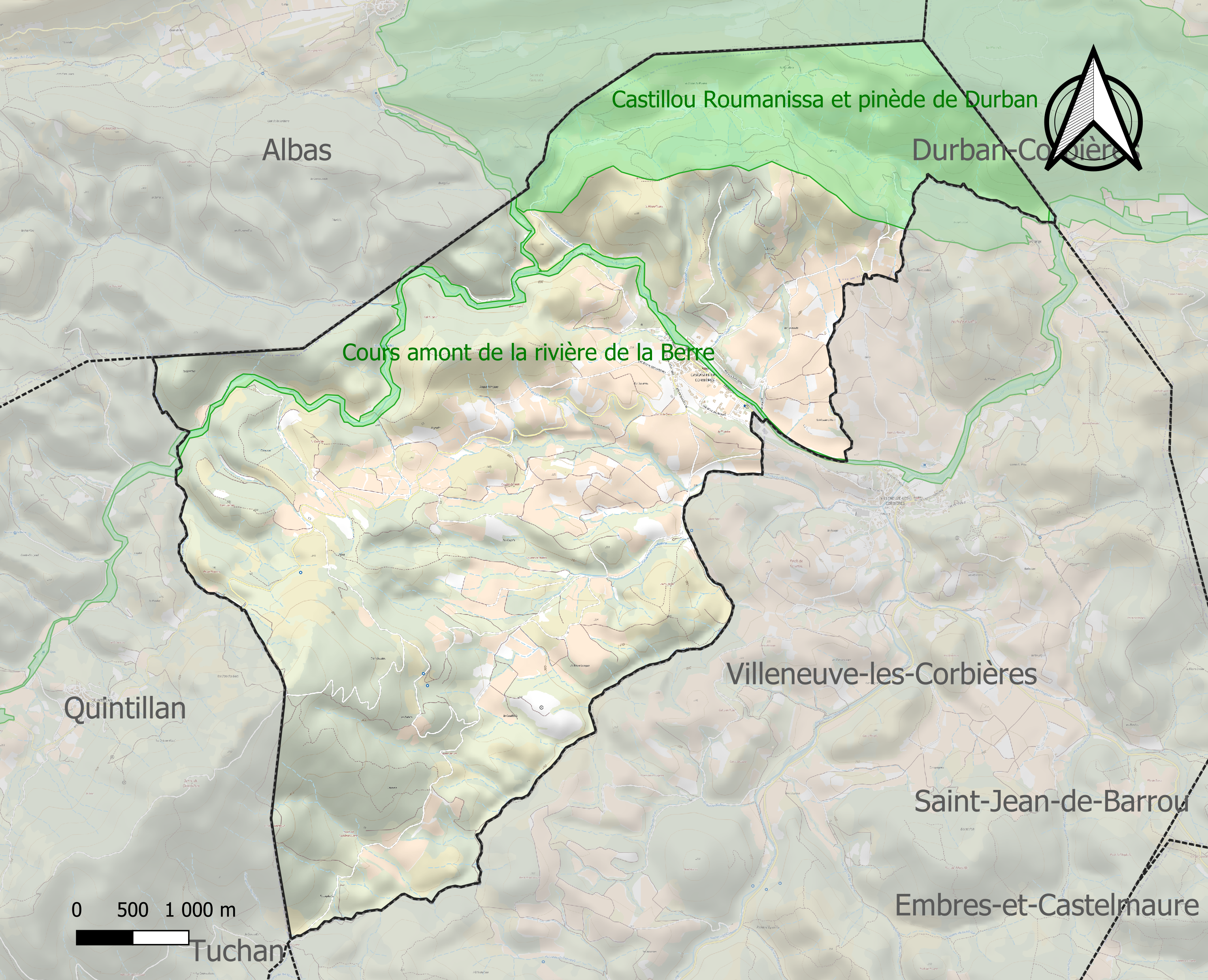
Carte des ZNIEFF de type 1 sur la commune.
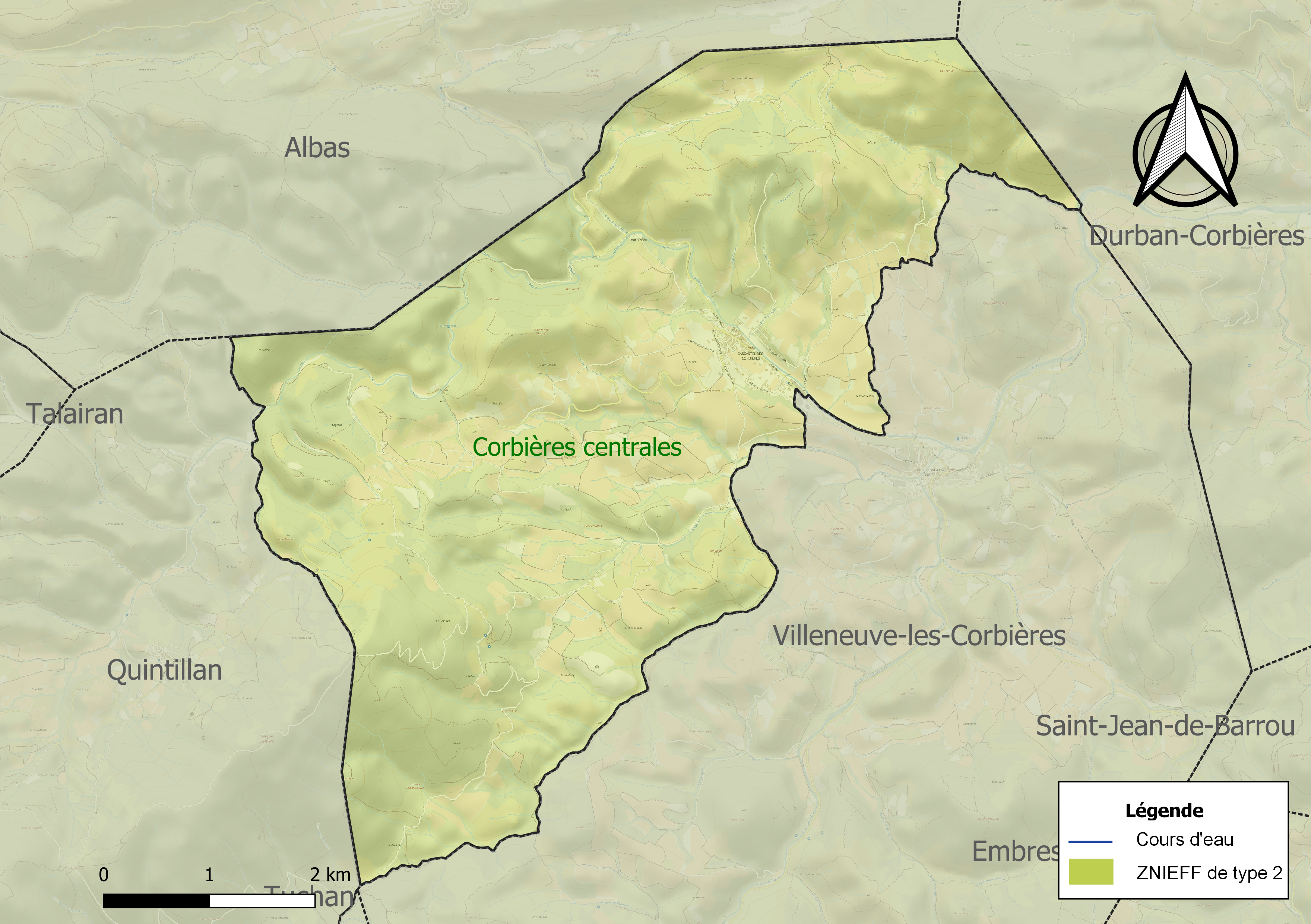
Carte de la ZNIEFF de type 2 sur la commune.

## Urbanisme

### Typologie
Au 1er janvier 2024, Cascastel-des-Corbières est catégorisée commune rurale à habitat dispersé, selon la nouvelle grille communale de densité à 7 niveaux définie par l'Insee en 2022.
Elle est située hors unité urbaine et hors attraction des villes,.

### Occupation des sols
L'occupation des sols de la commune, telle qu'elle ressort de la base de données européenne d’occupation biophysique des sols Corine Land Cover (CLC), est marquée par l'importance des forêts et milieux semi-naturels (64,9 % en 2018), une proportion sensiblement équivalente à celle de 1990 (65 %). La répartition détaillée en 2018 est la suivante : milieux à végétation arbustive et/ou herbacée (55,4 %), cultures permanentes (29,9 %), forêts (9,5 %), zones agricoles hétérogènes (5,2 %). L'évolution de l’occupation des sols de la commune et de ses infrastructures peut être observée sur les différentes représentations cartographiques du territoire : la carte de Cassini (XVIIIe siècle), la carte d'état-major (1820-1866) et les cartes ou photos aériennes de l'IGN pour la période actuelle (1950 à aujourd'hui).

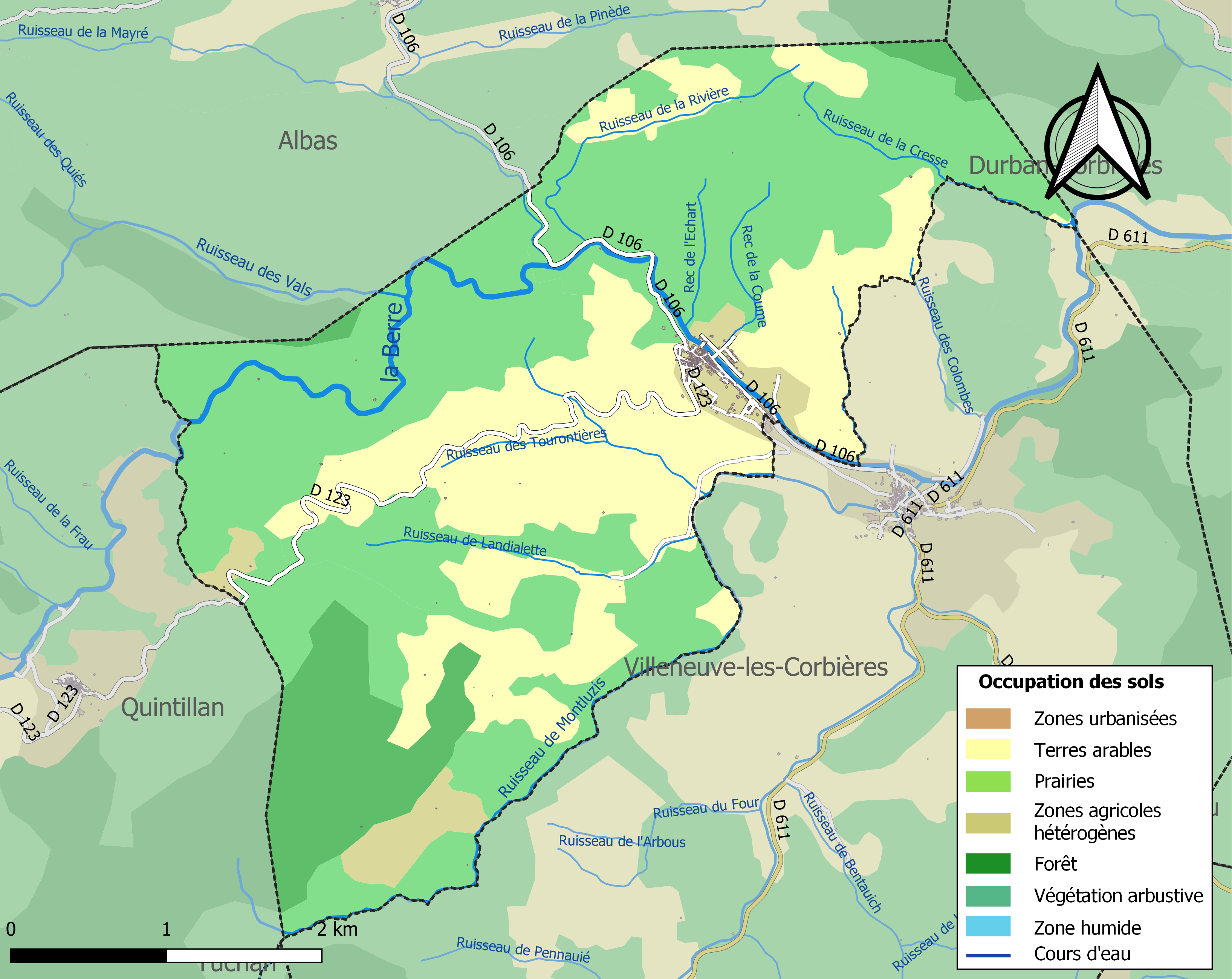
Carte des infrastructures et de l'occupation des sols de la commune en 2018 (CLC).

### Risques majeurs
Le territoire de la commune de Cascastel-des-Corbières est vulnérable à différents aléas naturels : météorologiques (tempête, orage, neige, grand froid, canicule ou sécheresse), inondations, feux de forêts et séisme (sismicité faible). Il est également exposé à un risque particulier : le risque de radon. Un site publié par le BRGM permet d'évaluer simplement et rapidement les risques d'un bien localisé soit par son adresse soit par le numéro de sa parcelle.

#### Risques naturels
Certaines parties du territoire communal sont susceptibles d’être affectées par le risque d’inondation par débordement de cours d'eau, notamment la Berre. La commune a été reconnue en état de catastrophe naturelle au titre des dommages causés par les inondations et coulées de boue survenues en 1982, 1986, 1987, 1992, 1996, 1999, 2005, 2009, 2014, 2018 et 2021,.

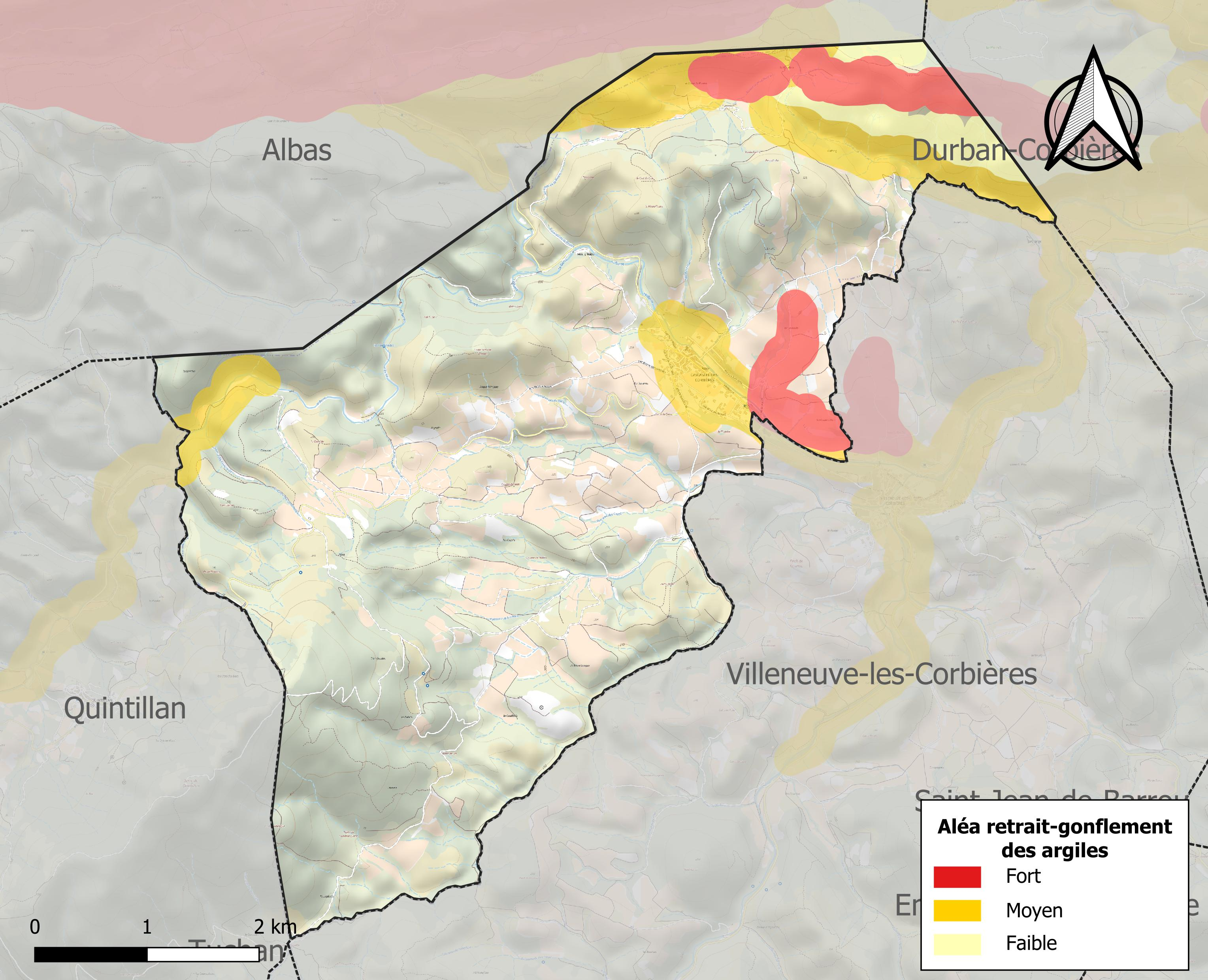
Carte des zones d'aléa retrait-gonflement des sols argileux de Cascastel-des-Corbières.

Le retrait-gonflement des sols argileux est susceptible d'engendrer des dommages importants aux bâtiments en cas d’alternance de périodes de sécheresse et de pluie. 14,8 % de la superficie communale est en aléa moyen ou fort (75,2 % au niveau départemental et 48,5 % au niveau national). Sur les 178 bâtiments dénombrés sur la commune en 2019, 175 sont en aléa moyen ou fort, soit 98 %, à comparer aux 94 % au niveau départemental et 54 % au niveau national. Une cartographie de l'exposition du territoire national au retrait gonflement des sols argileux est disponible sur le site du BRGM,.

#### Risque particulier
Dans plusieurs parties du territoire national, le radon, accumulé dans certains logements ou autres locaux, peut constituer une source significative d’exposition de la population aux rayonnements ionisants. Certaines communes du département sont concernées par le risque radon à un niveau plus ou moins élevé. Selon la classification de 2018, la commune de Cascastel-des-Corbières est classée en zone 3, à savoir zone à potentiel radon significatif.

## Toponymie
Cascastel devint Cascastel-des-Corbières afin de faire profiter la commune de la renommée du terroir viticole, le conseil municipal a demandé et obtenu l'adjonction de son terroir en 1951.
Cascastel : Caltius (« homme latin ») et castellum (château fort).

## Histoire

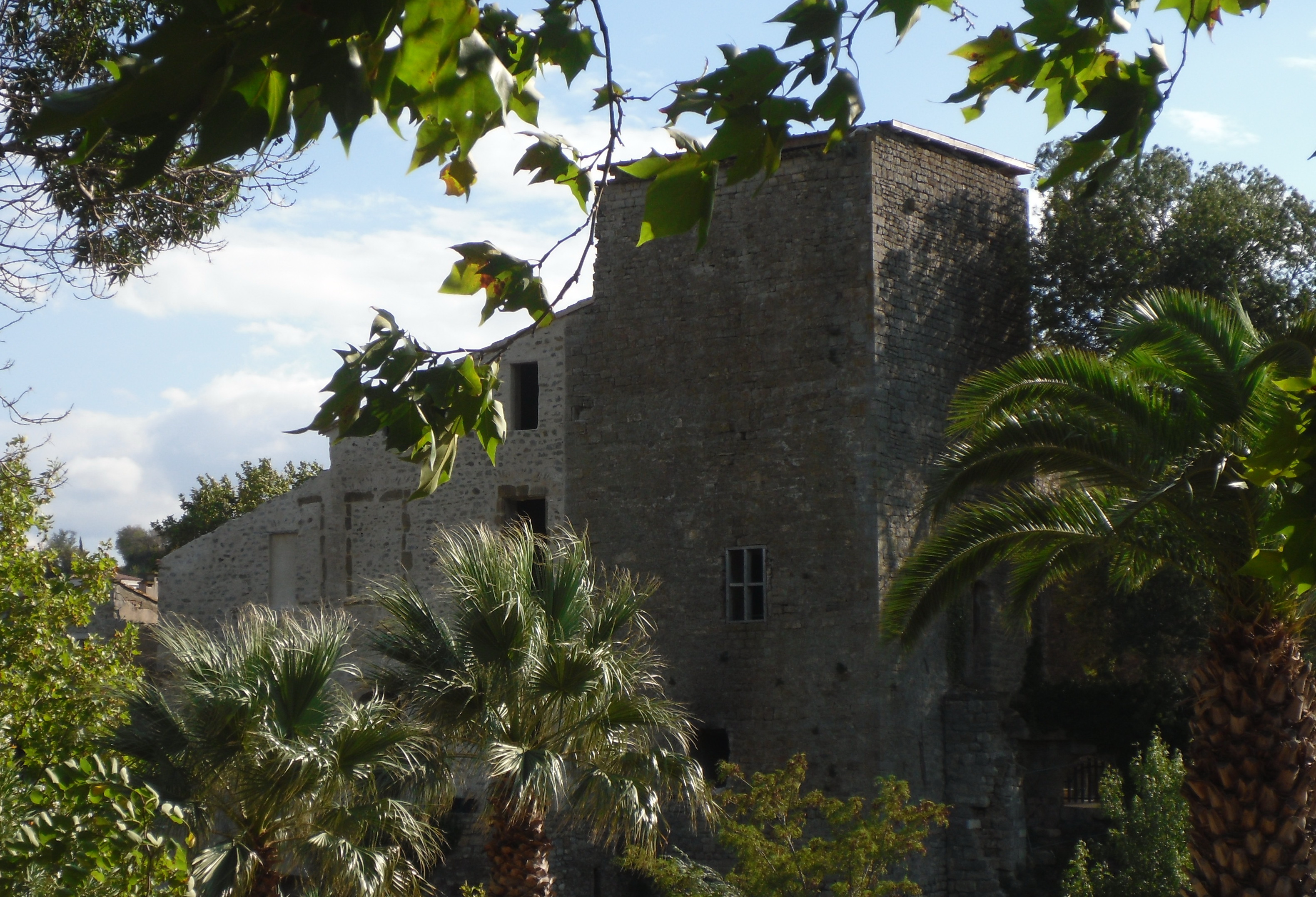
Château de Cascastel.

Le patrimoine médiéval de Cascastel est relativement bien connu par une charte de 1390, portant sur la reconstruction du Fort et les agencements avec le château existant.
Au XIIIe siècle, les droits seigneuriaux sur Cascastel se partageaient entre les abbés de Lagrasse et deux co-seigneurs laïcs, Raymond de Castel et Sicart de Cascastel. Comme cela se voyait à cette époque, ils devaient posséder en commun le château.
En 1734, Gaspard de Pailhoux, médecin des États de Languedoc et son épouse, la noble Marie-Thérèse de Ros y Sorribes se portent acquéreur du fief noble de Cascastel dont le sous-sol se trouve composé de mines antiques et médiévales contenant des ressources minéralogiques variées.
Leur fils unique, Joseph Gaspard de Pailhoux de Cascastel (1726 Toulouse - 1808 Cascastel), chevalier, seigneur haut-justicier de Cascastel, seigneur de Villeneuve, de Rouffiac, de Saint-Jean de Barrou, d'Embres et de Castelmaure et conseiller au Conseil Souverain du Roussillon, vivant au château de Cascastel, fonde en 1779 une association avec Jean Pierre François Guillot-Duhamel, Louis Charles Pelletier puis Jean-Antoine Chaptal pour l'exploitation de mines recelant de métaux, aussi bien sur ses terres (mines des Corbières) qu'alentour (mines de Palairac). Il fut le dernier seigneur de Cascastel et en fut le maire après la Révolution.
Le mari de sa fille Jacquette Claire Josèphe de Pailhoux de Cascastel, le général Luc Dagobert (1736 château de la Grande Communière à La Chapelle-en-Juger - 1794 Puigcerda), seigneur de Fontenille, participa lui aussi à l'entreprise des mines.

## Politique et administration

### Découpage territorial
La commune de Cascastel-des-Corbières est membre de la communauté de communes de la Région Lézignanaise, Corbières et Minervois, un établissement public de coopération intercommunale (EPCI) à fiscalité propre créé le 20 décembre 2012 dont le siège est à Lézignan-Corbières. Ce dernier est par ailleurs membre d'autres groupements intercommunaux.
Sur le plan administratif, elle est rattachée à l'arrondissement de Narbonne, au département de l'Aude, en tant que circonscription administrative de l'État, et à la région Occitanie.
Sur le plan électoral, elle dépend du canton des Corbières pour l'élection des conseillers départementaux, depuis le redécoupage cantonal de 2014 entré en vigueur en 2015, et de la première circonscription de l'Aude  pour les élections législatives, depuis le redécoupage électoral de 1986.

### Liste des maires
- 1808 : décès en fonction du maire Joseph Gaspard de Pailhoux de Cascastel (1726-1808)

| Période                                  | Période          | Identité       | Étiquette | Qualité |
| ---------------------------------------- | ---------------- | -------------- | --------- | ------- |
| mars 2001                                | 21 décembre 2015 | André Cournède |           |         |
| 2016                                     | En cours         | Didier Casato  |           |         |
| Les données manquantes sont à compléter. |                  |                |           |         |

Commune jumelée avec Pfastatt (Haut-Rhin) depuis août 2009.

## Démographie
L'évolution du nombre d'habitants est connue à travers les recensements de la population effectués dans la commune depuis 1793. Pour les communes de moins de 10 000 habitants, une enquête de recensement portant sur toute la population est réalisée tous les cinq ans, les populations de référence des années intermédiaires étant quant à elles estimées par interpolation ou extrapolation. Pour la commune, le premier recensement exhaustif entrant dans le cadre du nouveau dispositif a été réalisé en 2007.

En 2022, la commune comptait 216 habitants, en évolution de −3,57 % par rapport à 2016 (Aude : +2,65 %, France hors Mayotte : +2,11 %).
| 1793 | 1800 | 1806 | 1821 | 1831 | 1836 | 1841 | 1846 | 1851 |
| ---- | ---- | ---- | ---- | ---- | ---- | ---- | ---- | ---- |
| 458  | 470  | 566  | 698  | 698  | 762  | 788  | 817  | 763  |

| 1856 | 1861 | 1866 | 1872 | 1876 | 1881 | 1886 | 1891 | 1896 |
| ---- | ---- | ---- | ---- | ---- | ---- | ---- | ---- | ---- |
| 697  | 677  | 675  | 643  | 650  | 771  | 856  | 796  | 416  |

| 1901 | 1906 | 1911 | 1921 | 1926 | 1931 | 1936 | 1946 | 1954 |
| ---- | ---- | ---- | ---- | ---- | ---- | ---- | ---- | ---- |
| 411  | 407  | 357  | 367  | 359  | 362  | 353  | 264  | 261  |

| 1962 | 1968 | 1975 | 1982 | 1990 | 1999 | 2006 | 2007 | 2012 |
| ---- | ---- | ---- | ---- | ---- | ---- | ---- | ---- | ---- |
| 294  | 268  | 234  | 214  | 204  | 196  | 207  | 208  | 222  |

| 2017 | 2022 | - | - | - | - | - | - | - |
| ---- | ---- | - | - | - | - | - | - | - |
| 221  | 216  | - | - | - | - | - | - | - |

## Économie

### Revenus
En 2018, la commune compte 95 ménages fiscaux, regroupant 189 personnes. La médiane du revenu disponible par unité de consommation est de 16 210 € (19 240 € dans le département).

### Emploi
| Division       | 2008   | 2013   | 2018   |
| -------------- | ------ | ------ | ------ |
| Commune        | 11,3 % | 16,4 % | 13,5 % |
| Département    | 10,2 % | 12,8 % | 12,6 % |
| France entière | 8,3 %  | 10 %   | 10 %   |

En 2018, la population âgée de 15 à 64 ans s'élève à 142 personnes, parmi lesquelles on compte 69,5 % d'actifs (56 % ayant un emploi et 13,5 % de chômeurs) et 30,5 % d'inactifs,. Depuis 2008, le taux de chômage communal (au sens du recensement) des 15-64 ans est supérieur à celui de la France et du département.
La commune est hors attraction des villes,. Elle compte 71 emplois en 2018, contre 65 en 2013 et 59 en 2008. Le nombre d'actifs ayant un emploi résidant dans la commune est de 81, soit un indicateur de concentration d'emploi de 87,3 % et un taux d'activité parmi les 15 ans ou plus de 51,5 %.
Sur ces 81 actifs de 15 ans ou plus ayant un emploi, 44 travaillent dans la commune, soit 54 % des habitants. Pour se rendre au travail, 76,5 % des habitants utilisent un véhicule personnel ou de fonction à quatre roues, 3,7 % les transports en commun, 12,3 % s'y rendent en deux-roues, à vélo ou à pied et 7,4 % n'ont pas besoin de transport (travail au domicile).

### Activités hors agriculture

#### Secteurs d'activités
14 établissements sont implantés  à Cascastel-des-Corbières au 31 décembre 2019. Le secteur du commerce de gros et de détail, des transports, de l'hébergement et de la restauration est prépondérant sur la commune puisqu'il représente 35,7 % du nombre total d'établissements de la commune (5 sur les 14 entreprises implantées  à Cascastel-des-Corbières), contre 32,3 % au niveau départemental.

#### Entreprises
Son vignoble produit plusieurs AOC

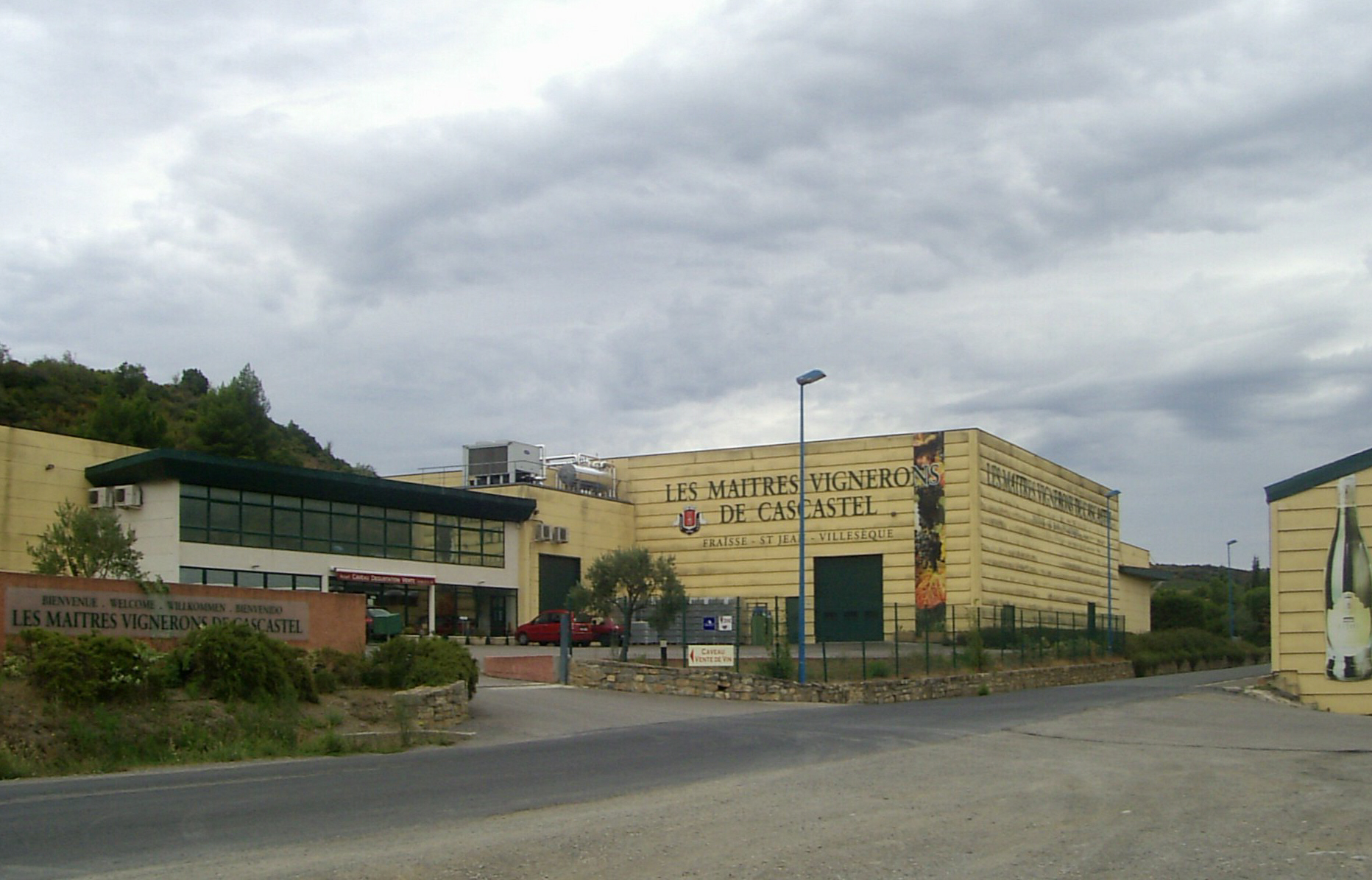
La cave coopérative.
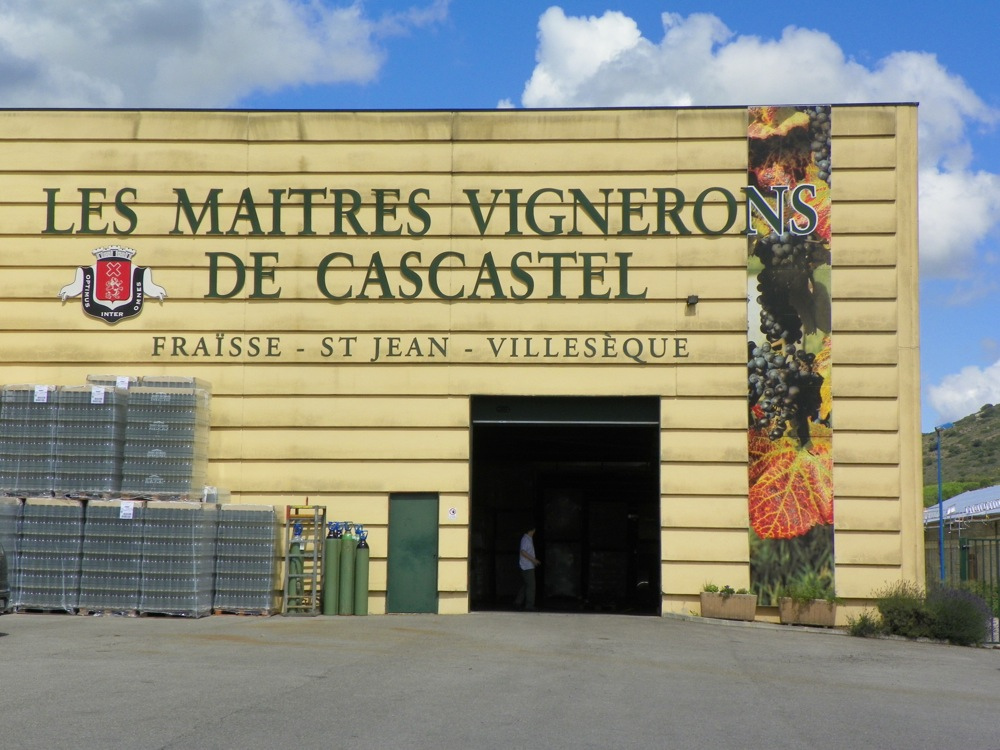
Façade de la cave de Cascastel.
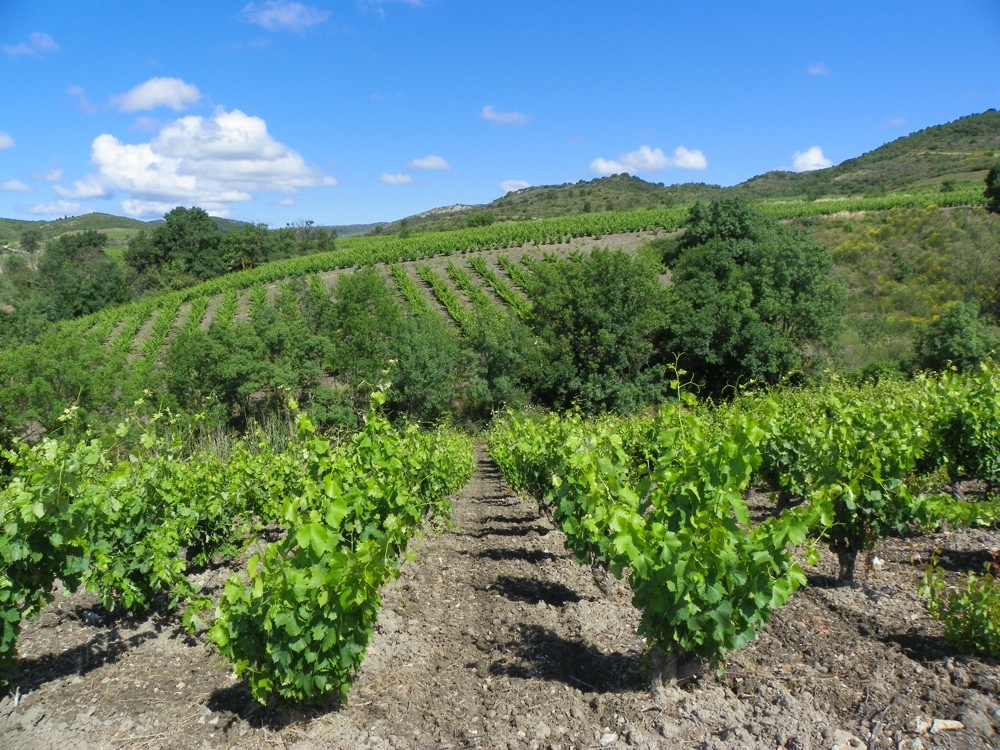
Vignes en juin 2010.
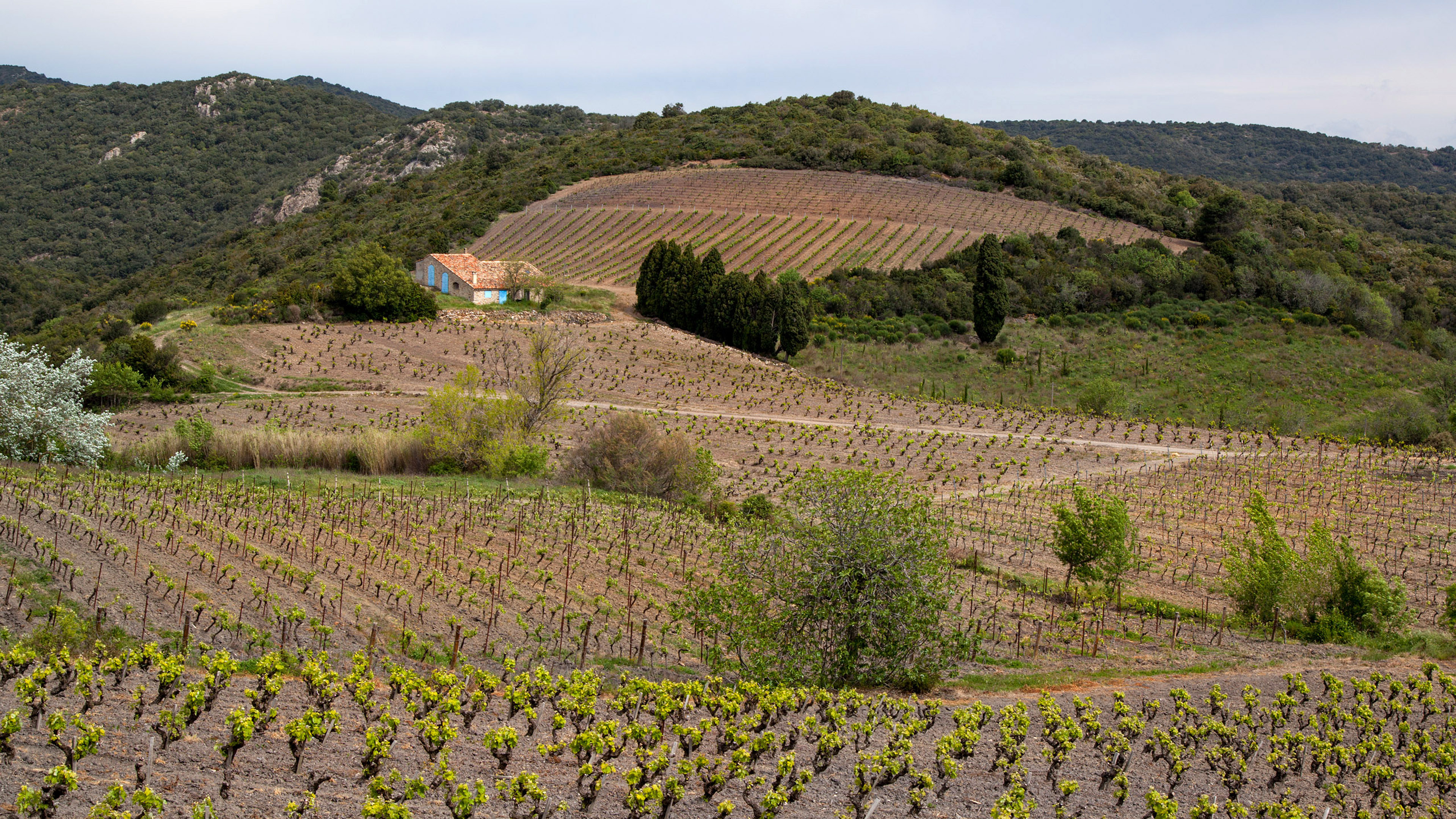
Vignes au printemps.

- Fitou (AOC) un vin rouge d'appellation d'origine contrôlée produit sur une petite partie au sud du massif des Corbières, dans l'Aude. Il est protégé par l'INAO depuis 1948.
- Corbières (AOC) L'appellation est en volume la première du Languedoc et la quatrième de France. La culture de la vigne dans le massif des Corbières remonte au IIe siècle avant notre ère, elle fut introduite par les marchands grecs mais se développa réellement au début de l'occupation romaine. Le vin de Corbières est reconnu par l'INAO comme vin de qualité supérieure (VDQS) depuis 1951, puis comme appellation d'origine contrôlée (AOC) depuis 1985.
- Rivesaltes (AOC) est un vin doux naturel d'appellation d'origine contrôlée produit autour de Rivesaltes dans les Pyrénées-Orientales et l'Aude. Le nom de l'appellation peut être complété par les mentions « ambré », « grenat », « tuilé » et « hors d'âge ». Cette AOC est protégée par l'INAO depuis 1972.
- Muscat de Rivesaltes est un vin doux naturel d'appellation d'origine contrôlée produit près de Rivesaltes sur une vaste partie des Pyrénées-Orientales et une plus petite de l'Aude. Le nom de l'appellation peut être complété par la mention « muscat de Noël » s'il est commercialisé à partir du 1er novembre de l'année de récolte. L'AOC est protégée par l'INAO depuis 1972.

### Agriculture
La commune fait partie de la petite région agricole dénommée « Région viticole ». En 2010, l'orientation technico-économique de l'agriculture  sur la commune est la viticulture (appellation et autre).
|                                   | 1988 | 2000 | 2010 |
| --------------------------------- | ---- | ---- | ---- |
| Exploitations                     | 31   | 29   | 28   |
| Superficie agricole utilisée (ha) | 424  | 412  | 316  |

Le nombre d'exploitations agricoles en activité et ayant leur siège dans la commune est passé de 31 lors du recensement agricole de 1988 à 29 en 2000 puis à 28 en 2010, soit une baisse de 10 % en 22 ans. Le même mouvement est observé à l'échelle du département qui a perdu pendant cette période 52 % de ses exploitations. La surface agricole utilisée sur la commune a également diminué, passant de 424 ha en 1988 à 316 ha en 2010. Parallèlement la surface agricole utilisée moyenne par exploitation a baissé, passant de 14 à 11 ha.

## Culture locale et patrimoine

### Lieux et monuments
- Château de Cascastel[41].
- Église Saint-Julien-et-Sainte-Basilisse de Cascastel-des-Corbières. L'église est dédiée aux saints Julien et Basilisse.

Le château, le pont et l'église sont inscrits au titre des sites naturels depuis 1942.

#### La tour du château de Cascastel
Elle date du XIIe siècle. Elle est exceptionnelle par la qualité de sa construction et son état de conservation.
Ses assises de 2,50 mètres d'épaisseur supportent une salle couverte par une voûte de 8 m de hauteur. Côté rivière, un escalier est creusé dans l'épaisseur du mur. Outre qu'il facilita la construction, cet escalier permettait à un guetteur d'accéder à la plate forme.
Cette tour construite pour assurer la fonction de guet et la sécurité des seigneurs laïcs affirmant leur autorité sur le territoire, abritait aussi les archives de la communauté villageoise, baux et chartes divers, elle protégeait des salles voûtées servant de celliers.
L'entrée primitive se situait à hauteur du premier étage. Elle donne aujourd'hui à l'intérieur du bâtiment qui est collé à gauche de la tour. On y accédait par des moyens mobiles que l'on pouvait retirer en cas d'alerte. Un mur d'enceinte assez bien conservé séparait la tour et les châteaux des seigneurs du reste du Fort. En 1390, ce mur était neuf, mais le reste du fort était en fort mauvais état et les habitants soumis aux raids quasi journaliers des mercenaires venant de l'Aragon tout proche. Le fort fut reconstruit en moins de trois ans.
C'est un corps de logis du XVIIe siècle qui s'adosse à la tour et donne sur une terrasse.
En 1737, la Dame de Cascastel, Marie-Thérèse de Ros y Sorribes, veuve de Gaspard de Pailhoux et mère de Joseph Gaspard de Pailhoux de Cascastel, obtint du Bayle François Amiel, et d'autres habitants, tous les jardins situés à « l'horte sur la ville ». Ces jardins, avec le béal et les moulins, formaient alors un même tènement, face au château, avant qu'un pont ne réunisse à ces jardins la terrasse du château.
La baie, en bas à gauche du corps de logis, ouvre sur le salon aux gypseries. D'époque Louis XIII, il est surplombé par un plafond à la française, une deuxième campagne de travaux lui ajoutant une cheminée et des moulures de style Louis XIII-Louis XIV (de même que dans la grande chambre Louis XIII située au-dessus du salon). Enfin, le remarquable décor de gypseries résulte d'une dernière campagne de travaux, Louis XIV-Louis XV.
Ce décor de gypse dans un style baroque, commandité par Joseph Gaspard de Pailhoux de Cascastel, dernier seigneur du lieu, s'articule en quatre panneaux : face aux fenêtres (sud-ouest) la Chasse ; vers la tour (nord-ouest) le jardin ; face à la Chasse, occupé par la cheminée et les fenêtres (nord-est), la Volière et face à la tour (sud-est) les Champs.

### Personnalités liées à la commune
- Luc Siméon Auguste Dagobert, seigneur de Fontenille, général en chef de l'armée des Pyrénées orientales durant la Révolution française.
- Joseph Gaspard de Pailhoux de Cascastel[43].

### Héraldique
| Blason de Cascastel-des-Corbières | Blason  | De gueules à un lion contourné d'or surmonté d'un flanchis d'argent. |
| Blason de Cascastel-des-Corbières | Détails | Adopté par la municipalité.                                          |